# Johann Daniel Denso
Johann Daniel Denso (* 24. Dezember 1708 in Neustettin; † 4. Januar 1795 in Wismar) war ein deutscher Sprach- und Naturwissenschaftler und Gymnasiallehrer. Er machte sich um die Naturforschung und das Bildungswesen in Pommern und Mecklenburg verdient.

## Leben
Johann Daniel Denso wurde 1731 als Professor „des Stils und der Beredsamkeit“ an das Gröningsche Kollegium in Stargard berufen. 1751 wechselte er an das Akademische Gymnasium in Stettin, wo er Professor der Beredsamkeit und Dichtkunst war. Zwei Jahre später ging er nach Wismar, wo er am 9. Februar 1753 Rektor der Großen Stadtschule wurde und dieses Amt bis 1793 ausübte.
Von Denso sind 24 Schriften zu altsprachlichen und naturwissenschaftlichen Fragen bekannt. Dazu gehören mehrere Übersetzungen, unter anderem von der Naturalis historia von Plinius dem Älteren und Johan Gottschalk Wallerius. Außerdem gab er naturwissenschaftliche Schriftreihen heraus und war Redakteur der Wochenzeitschrift „Eine Stunde zum Vergnügen“.

## Schriften (Auswahl)
- Oratio de re scholastica Pomeranorum. 1732 (Schulprogramm, Digitalisat).
- Physikalische Briefe. 1750
- Wallerius: Mineralogie, Oder Mineralreich. 1750 (Übersetzung).
- Wallerius: Hydrologie. 1751 (Übersetzung).
- Monatliche Beiträge zur Naturkunde. 1752.
- Physikalische Bibliothek. Berger u. Boedner; Rostock, Wismar 1754–1761.
- Plinius Naturgeschichte. Röse, Greifswald 1764–1765 (Übersetzung)
- Plinianisches Wörterbuch nebst einem Vorberichte von der Schreibart des Plinius. Röse, Greifswald 1766.